# Loučeň
Loučeň là một chợ huyện thuộc huyện Nymburk, vùng Středočeský, Cộng hòa Séc.